# Sân bay Erkilet

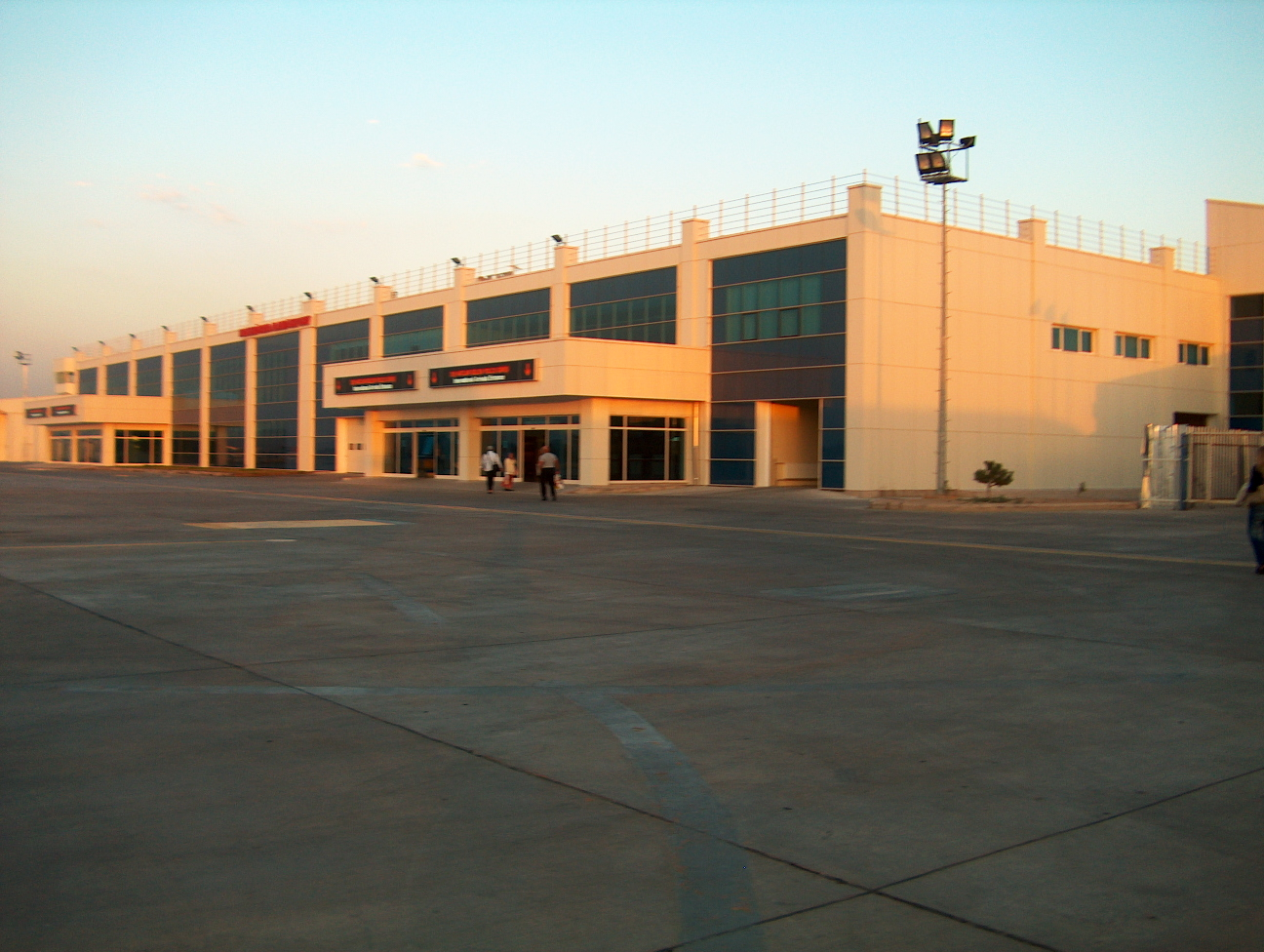
Sân bay Erkilet

Sân bay Erkilet hay Sân bay Kayseri Erkilet (tiếng Thổ Nhĩ Kỳ: Kayseri Erkilet Havaalani) (IATA: ASR, ICAO: LTAU) là một sân bay hỗn hợp quân sự/dân dụng cách 5 km về phía bắc của Kayseri trong tỉnh Kayseri của Thổ Nhĩ Kỳ.
Sân bay này có thể phục vụ các máy bay như Boeing 747. Nhà ga có công suất thiết kế 1 triệu lượt khách mỗi năm.

## Các hãng hàng không và tuyến bay
| Hãng hàng không                         | Các điểm đến                                          |
| --------------------------------------- | ----------------------------------------------------- |
| Amsterdam Airlines                      | Amsterdam, Maastricht                                 |
| Arkefly                                 | Amsterdam                                             |
| Blue Wings                              | Düsseldorf                                            |
| Corendon Airlines                       | Rotterdam                                             |
| Cyprus Turkish Airlines                 | Ercan                                                 |
| Hamburg International                   | Munich                                                |
| Onur Air                                | Amsterdam, Copenhagen, Istanbul-Atatürk               |
| Pegasus Airlines                        | Düsseldorf, Istanbul-Sabiha Gökçen, Stuttgart, Vienna |
| SunExpress                              | İzmir, İstanbul-Sabiha Gökçen, Sivas                  |
| Turkish Airlines                        | Amsterdam, Düsseldorf, Istanbul-Atatürk               |
| Turkish Airlines operated by SunExpress | İzmir, Sivas, İstanbul-Sabiha Gökçen                  |
| XL Airways Germany                      | Frankfurt                                             |